# ماكس واربورغ
ماكس واربورغ (بالألمانية: Max Warburg )‏ (و. 1867 – 1946 م) هو سياسي، ومصرفي من ألمانيا، والولايات المتحدة، ولد في هامبورغ، توفي في نيويورك، عن عمر يناهز 79 عاماً.

## مناصب
تولى منصب عضو البرلمان هامبورغ.

## روابط خارجية
- ماكس واربورغ على موقع مونزينجر (الألمانية)
- ماكس واربورغ على موقع إن إن دي بي (الإنجليزية)